# 第15回競輪祭
第15回競輪祭（だい16かい けいりんさい）は、1973年に小倉競輪場で行われた。

## 決勝戦
- 全日本競輪王戦　12月3日（月）

| 着順            | 車番 | 選手       | 登録地   |
| --------------- | ---- | ---------- | -------- |
| 1               | 7    | 福島正幸   | 群馬県   |
| 2               | 5    | 松本澄雄   | 山口県   |
| 3               | 9    | 山口国男   | 東京都   |
| 4               | 4    | 谷津田陽一 | 神奈川県 |
| 5               | 3    | 荒川秀之助 | 宮城県   |
| 6               | 1    | 阿部道     | 宮城県   |
| 7               | 8    | 西野忠臣   | 神奈川県 |
| 8               | 6    | 平林己佐男 | 東京都   |
| 失（＝1着失格） | 2    | 田中博     | 群馬県   |

- 配当 
  - 連勝単式 5－4　1310円

### レース概要
ジャン時点で、トップ引きの平林の後ろに福島、その後位を内の荒川と外の田中が激しく競り合い。さらにその後ろは内に阿部、外に松本とこれまた併走。そして、谷津田ー西野ー山口が続く。最終ホーム付近で、田中の押圧により、荒川が内圏線の内側に抑え込まれてしまう。そして最終ホーム手前より谷津田が一気のカマシ。この動きに西野が離れ、正攻法の福島が谷津田の後位になった。その後ろに田中、松本。直線に入り、福島が抜け出すが、外から田中が強襲し、ゴール線通過後、田中は右手を挙げた。入線順は、田中、福島、松本だったが、前述の荒川に対する押圧行為により田中は失格。福島が繰り上がり、完全優勝を決めて、3年ぶり2度目の競輪王、また、前回のオールスター競輪に続き特別競輪連覇を果たした。
なお、11月26日（月）に決勝戦が行われた、全日本新人王戦は、国持一洋（静岡県）が優勝した。